# إرنو بالوف
إرنو بالوف (بالمجرية: Balogh Ernő)‏ هو ملحن وعازف بيانو وموسيقي مجري، ولد في 4 أبريل 1897، وتوفي في 2 يونيو 1989 بسبب مرض.

## وصلات خارجية
- إرنو بالوغ على موقع ميوزك برينز (الإنجليزية)
- إرنو بالوغ على موقع أول ميوزيك (الإنجليزية)
- إرنو بالوغ على موقع ديسكوغز (الإنجليزية)
- إرنو بالوغ على موقع ديسكوغز (الإنجليزية)